# 三澤紗千香
三澤紗千香（日语：／ Misawa Sachika，1993年1月13日—），日本女性聲優，出身於山梨县。身高161cm，血型O型。代表作有《加速世界》的黑雪公主。

## 來歷
- 2009年4月，以《香格里拉》的蒲郡由里作為配音的第一部作品。
- 2009年11月2日，開始寫網誌[1]。
- 2011年3月，高中畢業。
- 2011年4月，大學入學。
- 2015年2月8日，三澤被Style Cube宣告解除一切關係[3]，3天後移藉至SPACE CRAFT[4]。
- 2016年3月20日宣布大學畢業。[5]
- 2022年3月31日，宣布從SPACE CRAFT退出。

## 人物、軼事
- 身高161公分。[6]
- 喜歡並作為目標的聲優是坂本真綾和田村由香里。[6]
- 英檢準二級。[7]
- 特技是做「拱橋」，在試鏡時被發現的。[8]
- 喜歡動畫作品《涼宮春日的憂鬱》和《機動戰士鋼彈00》[6]，最喜歡的機體是ガンダムヴァーチェ（德天使）。[9]
- 有養貓，但有貓過敏症。[10]

## 演出作品
※粗體字表示說明飾演的主要角色。

### 電視動畫
2009年
- 香格里拉（蒲郡由里）
- 夢色蛋糕師（咖啡、森美紀）

2010年
- 怪盗丽娅（風扇、犬鷲、雀）
- 料理偶像（麗麗）
- 夢色蛋糕師SP Professional（咖啡、森美紀）

2012年
- 加速世界（黑雪公主／Black Lotus）
- Campione 弒神者！（亞莉安娜·哈亞馬·亞莉阿爾蒂）
- 其中1個是妹妹！（學生）
- 咲-Saki- 阿知賀編 episode of side-A（船久保浩子〈13話後〉）

2013年
- 天使水果糖（桃子）
- 黃金拼圖（女生同學A）
- 歸宅部活動記錄（高圓麗娜）
- 幻想玩偶（戶取鏡[11]、A.S.、限期、龐巴杜、巴塞隆納）

2014年
- 魔女的使命（魔女A）
- 惡魔的謎語（生田目千足）
- 普通女高中生要做當地偶像（小日向緣）
- ALDNOAH.ZERO（萊艾·阿里亞修）
- 東京ESP（東美奈實）

2015年
- ALDNOAH.ZERO 第2季（萊艾·阿里亞修）
- 城下町的蒲公英（米泽纱千子）

2017年
- BanG Dream!（青葉摩卡）
- 重啟咲良田（野之尾盛夏[12]）
- 多美超級救援DRIVE HEAD機動救急警察（石野米可）

2018年
- 魔法少女 我（御翔櫻世、妖魔）
- Butlers～千年百年物語～（如月天奈[13]）
- 輕羽飛揚（前輩1）
- BanG Dream! 少女樂團派對☆PICO（青葉摩卡）
- 京都寺町三條商店街的福爾摩斯（井上香奈）

2019年
- BanG Dream! 2nd Season（青葉摩卡[14]）
- 喜歡本大爺的竟然就妳一個？（秋野櫻[15]）

2020年
- BanG Dream! 3rd Season（青葉摩卡）
- 卡片鬥爭!! 先導者 (2018年版) 新衛門、if篇（櫂俊樹，童年）
- 賽馬娘四格（櫻花進王）

2021年
- 賽馬娘 Pretty Derby Season 2（櫻花進王）
- 奇蛋物語 Wonder Egg Priority（栗田薰）

2022年
- 組長女兒與保姆（葵 沙苗）

### OVA
2010年
- （咖啡）※上映作品

2012年
- 加速世界 -銀翼的覺醒-（黑雪公主/Black Lotus）

2013年
- 加速世界 -加速的頂點-（黑雪公主/Black Lotus）

2015年
- 普通女高中生要做當地偶像 聖誕特別篇（小日向緣）

### 劇場版動畫
2013年
- 劇場版 魔法禁書目錄 -安迪米昂的奇蹟-（鳴護亞里沙）

2016年
- 加速世界 INFINITE∞BURST（黑雪公主／Black Lotus[16]）

2018年
- 劇場版 DRIVE HEAD ~救援特警隊~（石野米可）

### 有聲漫畫
2022年
- 百合幻想鄉（壬生真弓[17]）

### 遊戲
2010年
- 戰国大戰 - 1560 尾張的風雲兒-（里美、吉乃、松 其他）
- UFO CATCHER DOUBLE（女子、歌）
- 夢色蛋糕師 My Sweets☆Cooking（咖啡）

2011年
- （千代、無二 其他）
- Let's Go GOLF（旁白）

2012年
- 加速世界 Stage:01 銀翼的覺醒（黑雪公主）
- （甲斐姬、大島山十郎）
- （二階堂阿南、松姬、愛姬他）

2013年
- 加速世界 Stage:02 加速的頂点（黑雪公主）
- 刀劍神域 無限瞬間（斯朵蕾雅）
- 征服遊戲 無限靈魂Z（シルマ）
- 《巴哈姆特之怒》（芙尔蒂）
- 幻想玩偶 Girls Royal（戶取鏡）

2014年
- 刀劍神域 虛空斷章（斯朵蕾雅）
- 電擊文庫 FIGHTING CLIMAX（黑雪公主）
- 幕末Rock（幾松）
- 侍奉少女（大門忍）
- 子彈少女（高梨月代）
- 女友伴身邊（七海四季）
- 我家公主最可愛（看護姬 亞絲娜·希利雅）

2015年
- 白貓Project（霞）
- 刀劍神域 Lost Song（斯朵蕾雅、Black Lotus／黑雪公主）

2016年
- 格林筆記（桃太郎、ブリジット・カルネ、カーミラ、カリーネ、其他）
- 刀劍神域 虛空幻界（斯朵蕾雅）
- 新楓之谷（精靈遊俠）[18]

2017年
- BanG Dream! 少女樂團派對（青葉摩卡[19]）
- 加速世界VS刀劍神域 千年的黃昏（斯朵蕾雅、黑雪公主）
- 魔女與百騎兵2（亞瑪莉耶）
- 魔法軍團Z (尼科萊特[20])

2018年
- MAPLUS＋女朋友 (相沢美緒[21])
- エンゲージプリンセス（レムレス）
- 龍星的瓦爾尼爾（夏露洛塔）

2020年
- 守望傳說（公主艾伊莎）

2021年
- 薑餅人王國（毒蘑菇餅乾）

2023年
- 聖火降魔錄 英雄雲集（凡妮莎）

### 電視劇
- 科搜研之女 第21季（2022年2月10日、本条奈々）[22]

### MV
2016年
- 避難所（凜）

### 舞台
- （俳優座劇場，2011年6月29日－7月3日）飾演 椿河原茜

### 廣播
- （koe Labo：2009年7月－2009年9月）
- （：2011年4月23日－2011年11月7日）
- （K'z Station：2011年11月3日－2012年）
- 加速世界（大阪放送、HiBiKi Radio Station，2012年3月18日－2013年4月1日）
- 三澤紗千香的 real oneself（超!A&G+：2013年1月7日－2015年4月3日）

### CM
- （2010年，咖啡）

### 廣播節目
- News!371〜声優 #23（エンタ!371，2009年8月19日）
- （第51話）

### 網路節目
- （YouTube，2009年）
- 學園戰國（戦国大戦界公式サイト，2011年）

## 音樂作品

### 單曲
| 編號             | 發售日           | 名稱             | 規格編號         | 規格編號         | 規格編號         | Oricon最高位     |
| 編號             | 發售日           | 名稱             | 初回限定盤       | 通常盤           | 動畫盤           | Oricon最高位     |
| 日本華納家庭娛樂 | 日本華納家庭娛樂 | 日本華納家庭娛樂 | 日本華納家庭娛樂 | 日本華納家庭娛樂 | 日本華納家庭娛樂 | 日本華納家庭娛樂 |
| ---------------- | ---------------- | ---------------- | ---------------- | ---------------- | ---------------- | ---------------- |
| 1st              | 2012年8月1日     |                  | 1000321906       | 1000321907       | 不適用           | 19位             |
| 2nd              | 2013年8月21日    |                  | 1000411977       | 1000411979       | 1000411978       | 20位             |
| 3rd              | 2014年8月6日     |                  | 1000505211       | 1000505212       | 不適用           | 39位             |

| 編號         | 發售日        | 名稱              | 規格編號     | 規格編號     | 規格編號     | Oricon最高位 |
| 編號         | 發售日        | 名稱              | 初回限定盤A  | 初回限定盤B  | 通常盤       | Oricon最高位 |
| 日本環球音樂 | 日本環球音樂  | 日本環球音樂      | 日本環球音樂 | 日本環球音樂 | 日本環球音樂 | 日本環球音樂 |
| ------------ | ------------- | ----------------- | ------------ | ------------ | ------------ | ------------ |
| 1st          | 2020年4月29日 |                   | UICZ-9149    | UICZ-9150    | UICZ-5130    | 7位          |
| 2nd          | 2020年9月30日 | I'm here/With You | UICZ-9159    | UICZ-9160    | UICZ-5137    | 16位         |

### 專輯
| 編號             | 發售日           | 名稱                 | 規格編號         | 規格編號         | Oricon最高位     |                  |
| 編號             | 發售日           | 名稱                 | Artist盤         | 通常盤           | Oricon最高位     |                  |
| 日本華納家庭娛樂 | 日本華納家庭娛樂 | 日本華納家庭娛樂     | 日本華納家庭娛樂 | 日本華納家庭娛樂 | 日本華納家庭娛樂 | 日本華納家庭娛樂 |
| ---------------- | ---------------- | -------------------- | ---------------- | ---------------- | ---------------- | ---------------- |
| 1st              | 2016年9月28日    | -INFINITE Selection- | 1000619693       | 1000619690       | 26位             |                  |

| 編號         | 發售日         | 名稱         | 規格編號                      | 規格編號     | 規格編號     | Oricon最高位 |
| 編號         | 發售日         | 名稱         | 初回限定盤                    | 通常盤       | 限定盤       | Oricon最高位 |
| 日本環球音樂 | 日本環球音樂   | 日本環球音樂 | 日本環球音樂                  | 日本環球音樂 | 日本環球音樂 | 日本環球音樂 |
| ------------ | -------------- | ------------ | ----------------------------- | ------------ | ------------ | ------------ |
| 1st          | 2020年12月23日 | I AM ME      | UICZ-9173                     | UICZ-4488    | 不適用       | 43位         |
| 2nd          | 2021年12月22日 | 深呼吸       | UICZ-9205（A） UICZ-9206（B） | UICZ-4594    | PDCT-1016    |              |

### 迷你專輯
| 枚               | 發售日           | 名稱             | 規格編號         | Oricon最高位     |
| 日本華納家庭娛樂 | 日本華納家庭娛樂 | 日本華納家庭娛樂 | 日本華納家庭娛樂 | 日本華納家庭娛樂 |
| ---------------- | ---------------- | ---------------- | ---------------- | ---------------- |
| 1st              | 2013年2月20日    |                  | 1000375611       | 16位             |

### 商業搭配
| 樂曲                  | 商業搭配                                             | 時期   |
| --------------------- | ---------------------------------------------------- | ------ |
|                       | 電視動畫《加速世界》片尾曲                           | 2012年 |
|                       | 動畫電影《劇場版魔法禁書目錄：恩底彌翁的奇蹟》劇中曲 | 2013年 |
|                       | 動畫電影《劇場版魔法禁書目錄：恩底彌翁的奇蹟》劇中曲 | 2013年 |
| Brand New Bright Step | 動畫電影《劇場版魔法禁書目錄：恩底彌翁的奇蹟》劇中曲 | 2013年 |
|                       | 動畫電影《劇場版魔法禁書目錄：恩底彌翁的奇蹟》劇中曲 | 2013年 |
|                       | 動畫電影《劇場版魔法禁書目錄：恩底彌翁的奇蹟》劇中曲 | 2013年 |
| OVER (ARISA ver.)     | 動畫電影《劇場版魔法禁書目錄：恩底彌翁的奇蹟》劇中曲 | 2013年 |
|                       | 電視動畫《科學超電磁砲S》後期片尾曲                  | 2013年 |
|                       | 電視動畫《白銀的意志 ARGEVOLLEN》片尾曲              | 2014年 |

## 註解
1. 1 2 3  .   [2012-04-02]. （原始内容存档于2014-08-03）.
2. ↑  .   [2012-04-02]. （原始内容存档于2009-03-02）.
3. ↑  . 三澤紗千香オフィシャルブログ「しろとくろのあいだ」Powered by Ameba. サイバーエージェント. 2015-02-09  [2015-02-08]. （原始内容存档于2015-02-08）.
4. ↑  . ねとらぼ. ITmedia. 2015-02-10  [2015-02-10]. （原始内容存档于2015-02-09）.
5. ↑  三澤紗千香. . 2016-03-20  [2016-03-20]. （原始内容存档于2016-04-02）.
6. 1 2 3  三澤紗千香のプロフィール｜Ameba (アメーバ)[永久]
7. ↑  .   [2012-04-02]. （原始内容存档于2013-12-16）.
8. ↑  . De☆View (Oricon Entertainment). 2009年5月: p.143.
9. ↑  三澤紗千香. . 2010-11-06  [2011-05-02]. （原始内容存档于2013-02-28）.
10. ↑  三澤紗千香. . 2009-12-15  [2011-05-02]. （原始内容存档于2014-08-04）.
11. ↑  .   [2021-04-11]. （原始内容存档于2020-01-26） （日语）.
12. ↑  . animate Times. 2017-01-20  [2017-01-20]. （原始内容存档于2017-02-01） （日语）.
13. ↑  . 電視動畫「Butlers～千年百年物語～」官網.   [2018-02-16]. （原始内容存档于2018-02-02）.
14. ↑  . 電視動畫「BanG Dream! 2nd Season」官方網站.   [2019-01-03]. （原始内容存档于2019-01-26）.
15. ↑  . 電視動畫「喜歡本大爺的竟然就妳一個？」官方網站.   [2018-10-07]. （原始内容存档于2019-08-26）.
16. ↑  . アニメイトTV. アニメイト. 2016-02-10  [2016-02-10]. （原始内容存档于2016-02-09）.
17. ↑  . Comic Natalie. 2022-04-27  [2025-03-25] （日语）.
18. ↑  . 「新楓之谷」官方網站.   [2016年9月5日]. （原始内容存档于2016年8月31日） （日语）.
19. ↑  . BanG Dream!（バンドリ）ガールズバンドパーティ！.   [2017-02-18]. （原始内容存档于2017-03-01）.
20. ↑  . www.facebook.com.   [2018-01-14]. （原始内容存档于2019-02-18） （中文（简体））.
21. ↑  .   [2018-10-16]. （原始内容存档于2018-10-16） （中文（简体））.
22. ↑  .   [2022-03-04]. （原始内容存档于2022-03-04）.

## 外部連結
- （日語） スペースクラフトグループによるプロフィール| Space Craft個人資料頁（页面存档备份，存于）
- （日語） 三澤紗千香オフィシャルブログ「さちかにっき。」Powered by Ameba（页面存档备份，存于）（2015年2月10日 - ），三澤紗千香的網誌。
- （日語） 三澤紗千香 日本華納家庭娛樂官方網站（页面存档备份，存于）
- （日語） 三澤紗千香 日本環球音樂官方網站（页面存档备份，存于）
- （日語）三澤紗千香的X（前Twitter）
- 三泽纱千香Official的哔哩哔哩个人空间